# Bodiluddelingen 1958
Bodiluddelingen 1958 blev afholdt i 1958 i World Cinema-biografen i København og markerede den 11. gang at Bodilprisen blev uddelt.

## Vindere
| Bedste mandlige hovedrolle                             | Bedste kvindelige hovedrolle                    |
| ------------------------------------------------------ | ----------------------------------------------- |
| - Gunnar Lauring for Krudt og klunker                  | - Clara Pontoppidan for En kvinde er overflødig |
| Bedste mandlige birolle                                | Bedste kvindelige birolle                       |
| - ikke uddelt                                          | - ikke uddelt                                   |
| Bedste danske film                                     | Bedste amerikanske film                         |
| - Bundfald af Palle Kjærulff-Schmidt og Robert Saaskin | - Øst for paradis af Elia Kazan                 |
| Bedste europæiske film                                 | Bedste dokumentarfilm                           |
| - I en udkant af Paris af René Clair                   | - ikke uddelt                                   |

## Øvrige priser

### Æres-Bodil
- Sven Gyldmark (komponist) for musikken til Bundfald.